# Dicranomyia (Sivalimnobia) pererratica
Dicranomyia (Sivalimnobia) pererratica is een tweevleugelige uit de familie steltmuggen (Limoniidae). De soort komt voor in het Oriëntaals gebied.